# Jarmil Pelikán
Jarmil Pelikán (23. listopadu 1928 Rovečné (u Žďáru nad Sázavou) – 13. prosince 2017) byl český vysokoškolský učitel a polonista.

## Životopis
Jarmil Pelikán započal univerzitní studium polonistiky a rusistiky v roce 1950 na Filozofické fakultě Masarykovy univerzity v Brně, avšak již dva roky poté pokračoval v započatém studium na Varšavské univerzitě a na Jagellonské univerzitě v Krakově, kde také svoje studia polské filologie v roce 1955 zdárně ukončil magisterským titulem. V roce 1962 obhájil kandidátskou práci, za níž mu byl udělen jak titul doktora filozofie (PhDr.), tak i kandidáta věd (CSc.). Následně se roku 1969 habilitoval (doc.), a to prací s názvem Juliusz Słowacki wśród Czechów (česky Juliusz Slowacki mezi Čechy), a krátce po tzv. Sametové revoluci, byl v roce 1990 jmenován profesorem pro obor dějin polské literatury a slovanských literatur.

### Osobní život a ocenění
Jeho manželkou je polská bohemistka a polonistka Prof. dr hab. Krystyna Kardyni-Pelikánová, DrSc. (* 17. srpna 1930, Lodž). Dne 5. března 2015 jim bylo oběma z rukou Grażyny Bernatowicz, polské velvyslankyně v České republice, uděleno polské státní vyznamenání Řád za zásluhy Polské republiky (polsky Order Zasługi Rzeczypospolitej Polskiej).